# Liryka inwokacyjna
Liryka inwokacyjna, liryka apelu, liryka zwrotu do adresata – obok liryki bezpośredniej, liryki pośredniej (a także liryki podmiotu zbiorowego) jeden z głównych typów wypowiedzi lirycznej wyróżnianych ze względu na stosunek podmiotu lirycznego do rzeczywistości przedstawionej w utworze. Podmiot liryczny jest centralnym elementem utworu lirycznego: jego wypowiedź organizuje całokształt utworu, jest głównym wyznacznikiem jego kompozycji. Najbardziej typową i swoiście liryczną formą wypowiedzi podmiotu lirycznego jest wyznanie, mieszczące się w obrębie liryki bezpośredniej, w której podmiot konsekwentnie występuje w pierwszej osobie gramatycznej, a swoje przeżycia ujawnia wprost. Lirykę pośrednią charakteryzuje natomiast „ukrycie” podmiotu lirycznego: wypowiedź podmiotu nie jest w niej bezpośrednim wyrazem jego przeżyć, ale zdystansowanym opisem lub kreacją sytuacji, w których subiektywność zanika, często przy wprowadzeniu elementów narracyjności, fabularności i dialogiczności.
Liryka pośrednia i bezpośrednia są głównymi typami wypowiedzi lirycznej: liryka inwokacyjna jest typem pobocznym i rzadszym. Obejmuje ona te utwory, w których obok podmiotu lirycznego jako głównego czynnika kompozycyjnego pojawia się tzw. „ty” liryczne: jako lirykę inwokacyjną określa się wypowiedź podmiotu lirycznego, która jest wyraźnie ukierunkowana na adresata. Adresatem może być pojedyncza osoba lub zbiór osób, a także upersonifikowane pojęcie. Swoistą postacią liryki inwokacyjnej jest tzw. Du-Lyrik: wypowiedź liryczna o charakterze inwokacyjnym, w której „ty” liryczne nie tylko ujawnia się równie wyraźnie co „ja” liryczne, ale staje się dominantą kompozycyjną utworu w miejsce podmiotu lirycznego; w której „ty” liryczne dominuje treść wypowiedzi podmiotu lirycznego i staje się głównym bohaterem wiersza. 
Monolog liryczny skonstruowany jest w utworach lirycznych o charakterze inwokacyjnym jako zwrot do odbiorcy. Ma on często charakter retoryczny, co prowadzi do nadania wielu utworom liryki inwokacyjnej specyficznego, oratorskiego stylu. Liryka inwokacyjna może różnić się od liryki bezpośredniej i pośredniej kształtem językowym, może stawać się rodzajem poetyckiego przemówienia lub listu. Zjawiska te wyraźne są zwłaszcza w odzie jako gatunku szczególnie charakterystycznym dla liryki inwokacyjnej, podobnie jak dla liryki bezpośredniej szczególnie charakterystyczna jest elegia. Związek liryki inwokacyjnej z retoryką sprawia, że używana jest ona w utworach, którym celem jest propagowanie różnego rodzaju idei i programów politycznych, przedstawianie wydarzeń historycznych czy też jakiś cel dydaktyczny. Prócz tego spotykana jest często w liryce miłosnej, zwłaszcza nawiązującej do ludowej pieśni miłosnej. Nierzadko w liryce miłosnej o charakterze inwokacyjnym adresatem wypowiedzi podmiotu lirycznego jest upersonifikowane pojęcie, stające się wyrazem jego przeżyć: funkcja takiego upersonifikowanego pojęcia zbliża się do funkcji podmiotu w liryce maski.
Liryka pośrednia, bezpośrednia i inwokacyjna stanowią pewne typowe możliwości kompozycji monologu lirycznego – takie, w których oparty jest on na jednolitej zasadzie. W wielu utworach lirycznych brak jest jednak jednolitej zasady kompozycyjnej monologu lirycznego: mogą one łączyć formy wypowiedzi o charakterze bezpośrednim, pośrednim i inwokacyjnym, nie zacierając przy tym nawet ich odrębności, ale budując między nimi napięcia i przydzielając im specyficzne funkcje.